# Banshō-ji
Le Banshō-ji (万松寺) est un temple situé à Ōsu au centre de Nagoya au Japon.
Oda Nobuhide (1510 ?-1552) fonde ce temple bouddhiste Sōtō dans ce qui est alors le village de Nagoya, en 1540, et invite le prêtre Daiun à l'inaugurer. Katō Kiyomasa (1562-1611) séjourne au temple qui lui sert de quartier général alors qu'il est engagé dans la construction du château de Nagoya. Le temple est reconstruit en 1610 sur son emplacement actuel.
La porte de pierre est directement située sur la rue principale. Deux statues de renard-gardien, koma-kitsune, gardent l'entrée. De nombreuses lanternes en papier assurent l'éclairage.

## Source de la traduction
- (en) Cet article est partiellement ou en totalité issu de l’article de Wikipédia en anglais intitulé « Banshō-ji » (voir la liste des auteurs).